# Mühlenbach (Buckener Au, Rade)
Der Mühlenbach ist ein linker Nebenfluss der Buckener Au in Schleswig-Holstein. Der Fluss hat eine Länge von ca. 4,8 km. Er entspringt auf dem Nindorfer Höhenzug nordwestlich von Mörel und mündet südöstlich des Ortes in die Buckener Au. Nördlich von Rade wird der Mühlenbach in drei Mühlenteichen gestaut, die früher den Betrieb der Wassermühle in Rade genutzt wurden. Sie werden als Kleiner Mühlenteich, Mittlerer Mühlenteich und Großer Mühlenteich bezeichnet.